# Gran Premio d'India 2012
Il Gran Premio d'India 2012 si è corso domenica 28 ottobre 2012 al Buddh International Circuit, situato a Greater Noida, nella regione Uttar Pradesh, in India, diciassettesima prova della stagione 2012 del Campionato mondiale di Formula 1. La gara è stata vinta dal tedesco Sebastian Vettel su Red Bull Racing-Renault, al suo ventiseiesimo successo nel mondiale. Vettel ha preceduto sul traguardo lo spagnolo Fernando Alonso su Ferrari ed il suo compagno di squadra, l'australiano Mark Webber.
La Renault conquista la centocinquantesima vittoria come motorista nel mondiale di Formula 1.
Il Gran Premio ha vinto, per la seconda volta consecutiva, il Race Promoters' Trophy quale miglior Gran Premio organizzato nella stagione.

## Vigilia

### Sviluppi futuri
Il pilota brasiliano Felipe Massa viene confermato alla Ferrari ancora per la stagione 2013. Il Gran Premio d'America, da tenersi su un circuito cittadino nel New Jersey già nel 2013, viene posticipato alla stagione 2014.

### Aspetti tecnici
La Pirelli, fornitore unico degli pneumatici, annuncia per questo gran premio coperture di tipo morbido e duro.
Gli organizzatori apportano piccole modifiche al tracciato. Alle curve 8 e 9 sono elevati i cordoli, mentre nelle curve 2, 3, 7 e 8 è stata ampliata la zona dell'erba sintetica a bordo pista. Inoltre hanno garantito di aver predisposto tutti gli accorgimenti necessari per evitare i problemi di traffico sperimentati nel 2011 per giungere all'autodromo nel corso dell'evento, mentre permangono, come nell'edizione precedente, dei problemi e delle lentezze nelle procedure burocratiche per l'invio del materiale sul circuito da parte delle scuderie.
La curva 8 viene intitolata a Felipe Massa, luogo ove il pilota brasiliano ruppe in due occasioni le sospensioni della sua vettura nel corso dell'edizione 2011 del gran premio. Nessuna modifica viene invece fatta sui dissuasori di plastica presenti sul punto, che anzi sono stati aumentati in altre curve del tracciato.
La FIA conferma le due zone distinte per l'utilizzo del DRS in gara. La prima posta sul rettifilo di partenza, la seconda posta tra la curva 3 e la curva 4. Quest'ultima zona viene allungata di 80 metri. Alan Jones, campione del mondo piloti in Formula 1 nel 1980, è nominato commissario aggiunto per il gran premio. Aveva già svolto questa funzione nel Gran Premio del Giappone e in quello di Corea nel 2011.

### Aspetti sportivi
La Ferrari espone sulle sue vetture una bandiera della Marina Militare Italiana in segno di solidarietà verso i due marò italiani detenuti in India, accusati di aver ucciso due pescatori dello stato del Kerala. La scelta viene criticata da un'associazione di pescatori indiani, e anche dal governo indiano. La Ferrari è comunque autorizzata a portare la bandiera in gara.
Sergio Pérez, pilota della Sauber, vede in dubbio la sua partecipazione al gran premio a causa di un forte raffreddore, tanto da venir sostituito nella prima sessione delle prove libere da Esteban Gutiérrez, all'esordio in Formula 1. Sempre nelle prime prove del venerdì Valtteri Bottas prende invece il posto di Bruno Senna alla Williams e Giedo van der Garde quello di Heikki Kovalainen alla Caterham.

## Prove

### Resoconto
Nella prima sessione di prove libere il migliore tempo è fatto segnare da Sebastian Vettel della Red Bull, che precede il pilota della McLaren, Jenson Button, che ottiene il suo tempo solo nell'ultima fase. Terzo tempo per il secondo della classifica, Fernando Alonso. La pista, inizialmente poco gommata, migliora via via col passare dei minuti.
Vettel si conferma il più rapido anche nella seconda sessione. Il pilota tedesco, in questo caso, precede il suo compagno di scuderia Mark Webber. Alonso si mantiene al terzo posto. La Red Bull Racing ottiene il tempo montando gomme morbide, mentre la Ferrari presenta una migliore competitività con le gomme dure. Molti piloti ottengono il loro migliore risultato dopo due giri di lancio e non dopo uno solo. La sessione è caratterizzata da numerosi testacoda, senza conseguenze per i piloti.
Il pilota della Red Bull Racing si è confermato anche nella sessione del sabato, dove ha preceduto Jenson Button e Mark Webber. Vettel ha preso il comando dopo 25 minuti, ed è rimasto in testa fino al termine della sessione.

### Risultati
Nella prima sessione del venerdì si è avuta questa situazione:
| Pos | Nº | Pilota           | Costruttore             | Tempo    | Gap    | Giri |
| --- | -- | ---------------- | ----------------------- | -------- | ------ | ---- |
| 1   | 1  | Sebastian Vettel | Red Bull Racing-Renault | 1'27"619 |        | 22   |
| 2   | 3  | Jenson Button    | McLaren-Mercedes        | 1'27"929 | +0"310 | 22   |
| 3   | 5  | Fernando Alonso  | Ferrari                 | 1'28"044 | +0"425 | 24   |

Nella seconda sessione del venerdì si è avuta questa situazione:
| Pos | Nº | Pilota           | Costruttore             | Tempo    | Gap    | Giri |
| --- | -- | ---------------- | ----------------------- | -------- | ------ | ---- |
| 1   | 1  | Sebastian Vettel | Red Bull Racing-Renault | 1'26"221 |        | 35   |
| 2   | 2  | Mark Webber      | Red Bull Racing-Renault | 1'26"339 | +0"118 | 33   |
| 3   | 5  | Fernando Alonso  | Ferrari                 | 1'26"820 | +0"599 | 34   |

Nella sessione del sabato mattina si è avuta questa situazione:
| Pos | Nº | Pilota           | Costruttore             | Tempo    | Gap    | Giri |
| --- | -- | ---------------- | ----------------------- | -------- | ------ | ---- |
| 1   | 1  | Sebastian Vettel | Red Bull Racing-Renault | 1'25"842 |        | 20   |
| 2   | 3  | Jenson Button    | McLaren-Mercedes        | 1'26"034 | +0"192 | 17   |
| 3   | 2  | Mark Webber      | Red Bull Racing-Renault | 1'26"108 | +0"266 | 18   |

## Qualifiche

### Resoconto
In Q1 vengono eliminati i sei piloti di Caterham, Marussia, e HRT, assieme a Jean-Éric Vergne della Scuderia Toro Rosso. Il migliore tempo è fatto segnare da Pastor Maldonado, con gomme soft.
Nella seconda fase vengono eliminati i due piloti della Force India, Romain Grosjean, Daniel Ricciardo, Michael Schumacher, Bruno Senna e Kamui Kobayashi.
Nella fase decisiva va in testa Fernando Alonso, poi battuto da Mark Webber. Sebastian Vettel rovina il primo tentativo con un'escursione di pista ed è così costretto a rientrare ai box. Negli ultimi minuti Jenson Button si è inserito davanti ad Alonso, mentre Vettel ha conquistato il tempo migliore, facendo segnare così la sua pole numero 35.

### Risultati
Nella sessione di qualifica si è avuta questa situazione:
| Pos                         | Nº | Pilota             | Costruttore             | Q1       | Q2       | Q3          | Griglia |
| --------------------------- | -- | ------------------ | ----------------------- | -------- | -------- | ----------- | ------- |
| 1                           | 1  | Sebastian Vettel   | Red Bull Racing-Renault | 1'26"387 | 1'25"435 | 1'25"283    | 1       |
| 2                           | 2  | Mark Webber        | Red Bull Racing-Renault | 1'26"744 | 1'25"610 | 1'25"327    | 2       |
| 3                           | 4  | Lewis Hamilton     | McLaren-Mercedes        | 1'26"516 | 1'25"816 | 1'25"544    | 3       |
| 4                           | 3  | Jenson Button      | McLaren-Mercedes        | 1'26"564 | 1'25"467 | 1'25"659    | 4       |
| 5                           | 5  | Fernando Alonso    | Ferrari                 | 1'26"829 | 1'25"834 | 1'25"773    | 5       |
| 6                           | 6  | Felipe Massa       | Ferrari                 | 1'26"939 | 1'26"111 | 1'25"857    | 6       |
| 7                           | 9  | Kimi Räikkönen     | Lotus-Renault           | 1'26"740 | 1'26"101 | 1'26"236    | 7       |
| 8                           | 15 | Sergio Pérez       | Sauber-Ferrari          | 1'27"179 | 1'26"076 | 1'26"360    | 8       |
| 9                           | 18 | Pastor Maldonado   | Williams-Renault        | 1'26"048 | 1'25"983 | 1'26"713    | 9       |
| 10                          | 8  | Nico Rosberg       | Mercedes                | 1'26"458 | 1'25"976 | senza tempo | 10      |
| 11                          | 10 | Romain Grosjean    | Lotus-Renault           | 1'26"897 | 1'26"136 | N.D.        | 11      |
| 12                          | 12 | Nico Hülkenberg    | Force India-Mercedes    | 1'27"185 | 1'26"241 | N.D.        | 12      |
| 13                          | 19 | Bruno Senna        | Williams-Renault        | 1'26"851 | 1'26"331 | N.D.        | 13      |
| 14                          | 7  | Michael Schumacher | Mercedes                | 1'27"482 | 1'26"574 | N.D.        | 14      |
| 15                          | 16 | Daniel Ricciardo   | STR-Ferrari             | 1'27"006 | 1'26"777 | N.D.        | 15      |
| 16                          | 11 | Paul di Resta      | Force India-Mercedes    | 1'27"462 | 1'26"989 | N.D.        | 16      |
| 17                          | 14 | Kamui Kobayashi    | Sauber-Ferrari          | 1'27"517 | 1'27"219 | N.D.        | 17      |
| 18                          | 17 | Jean-Éric Vergne   | STR-Ferrari             | 1'27"525 | N.D.     | N.D.        | 18      |
| 19                          | 21 | Vitalij Petrov     | Caterham-Renault        | 1'28"756 | N.D.     | N.D.        | 19      |
| 20                          | 20 | Heikki Kovalainen  | Caterham-Renault        | 1'29"500 | N.D.     | N.D.        | 20      |
| 21                          | 24 | Timo Glock         | Marussia-Cosworth       | 1'29"613 | N.D.     | N.D.        | 21      |
| 22                          | 22 | Pedro de la Rosa   | HRT-Cosworth            | 1'30"592 | N.D.     | N.D.        | 22      |
| 23                          | 23 | Narain Karthikeyan | HRT-Cosworth            | 1'30"593 | N.D.     | N.D.        | 23      |
| 24                          | 25 | Charles Pic        | Marussia-Cosworth       | 1'30"662 | N.D.     | N.D.        | 24      |
| Tempo limite 107%: 1'32"071 |    |                    |                         |          |          |             |         |

Con i tempi in grassetto sono visualizzate le migliori prestazioni in Q1, Q2 e Q3.

## Gara

### Resoconto
Al via Sebastian Vettel mantiene il comando della gara, davanti a Mark Webber; Fernando Alonso passa, al termine del lungo rettilineo tra le curve 3 e 4, le due McLaren, ma viene subito ripassato da Jenson Button. Lo spagnolo è capace di prendere la terza posizione al quarto giro, sempre nel solito punto di sorpasso, alla curva 4. Due giri dopo Button cede una posizione anche a Lewis Hamilton.
Vettel consolida un certo margine di vantaggio su Webber, che a sua volta mantiene a distanza Alonso. Nelle retrovie Nico Hülkenberg passa Sergio Pérez, e conquista l'ottava posizione. Al giro 25 Button va al cambio gomme: nei giri seguenti anche gli altri piloti compiono la stessa azione. Hamilton, durante il cambio gomme, sostituisce anche il volante. Al termine delle sostituzioni la classifica rimane invariata con le due Red Bull che precedono sempre Fernando Alonso, seguito a sua volta dalle due McLaren. Felipe Massa, sesto, è penalizzato dalla scarsità del carburante che mette in dubbio il suo arrivo in fondo alla gara. Alonso si avvicina a Webber senza riuscire nel sorpasso.
Mark Webber comunica ai box il malfunzionamento del KERS. Al giro 49 Alonso, dopo essersi avvicinato all'australiano, a seguito anche delle difficoltà riscontrate da Webber in un doppiaggio, lo passa e conquista il secondo posto.
Negli ultimi giri Alonso sembra poter avvicinarsi a Vettel, dal cui fondo della vettura vengono prodotte della scintille. La situazione però si normalizza e Sebastian Vettel conquista la sua quarta vittoria consecutiva, la ventiseiesima nel mondiale. La Renault conquista la centocinquantesima vittoria come motorista. Fernando Alonso chiude secondo, Mark Webber terzo, mai impensierito realmente da Lewis Hamilton. La McLaren ottiene il 55° arrivo nei punti consecutivo (va a punti dal Gran Premio del Bahrain 2010), eguagliando così il record che apparteneva alla Scuderia Ferrari, la quale lo aveva realizzato tra le edizioni 1999 e 2003 del Gran Premio della Malesia.

### Risultati
I risultati del gran premio sono i seguenti:
| Pos | Nº | Pilota             | Costruttore             | Giri | Tempo/Ritiro | Griglia | Punti |
| --- | -- | ------------------ | ----------------------- | ---- | ------------ | ------- | ----- |
| 1   | 1  | Sebastian Vettel   | Red Bull Racing-Renault | 60   | 1h31'10"744  | 1       | 25    |
| 2   | 5  | Fernando Alonso    | Ferrari                 | 60   | +9"437       | 5       | 18    |
| 3   | 2  | Mark Webber        | Red Bull Racing-Renault | 60   | +13"217      | 2       | 15    |
| 4   | 4  | Lewis Hamilton     | McLaren-Mercedes        | 60   | +13"909      | 3       | 12    |
| 5   | 3  | Jenson Button      | McLaren-Mercedes        | 60   | +26"266      | 4       | 10    |
| 6   | 6  | Felipe Massa       | Ferrari                 | 60   | +44"674      | 6       | 8     |
| 7   | 9  | Kimi Räikkönen     | Lotus-Renault           | 60   | +45"227      | 7       | 6     |
| 8   | 12 | Nico Hülkenberg    | Force India-Mercedes    | 60   | +54"998      | 12      | 4     |
| 9   | 10 | Romain Grosjean    | Lotus-Renault           | 60   | +56"103      | 11      | 2     |
| 10  | 19 | Bruno Senna        | Williams-Renault        | 60   | +1'14"975    | 13      | 1     |
| 11  | 8  | Nico Rosberg       | Mercedes                | 60   | +1'21"694    | 10      |       |
| 12  | 11 | Paul di Resta      | Force India-Mercedes    | 60   | +1'22"815    | 16      |       |
| 13  | 16 | Daniel Ricciardo   | STR-Ferrari             | 60   | +1'26"064    | 15      |       |
| 14  | 14 | Kamui Kobayashi    | Sauber-Ferrari          | 60   | +1'26"495    | 17      |       |
| 15  | 17 | Jean-Éric Vergne   | STR-Ferrari             | 59   | +1 giro      | 18      |       |
| 16  | 18 | Pastor Maldonado   | Williams-Renault        | 59   | +1 giro      | 9       |       |
| 17  | 21 | Vitalij Petrov     | Caterham-Renault        | 59   | +1 giro      | 19      |       |
| 18  | 20 | Heikki Kovalainen  | Caterham-Renault        | 59   | +1 giro      | 20      |       |
| 19  | 25 | Charles Pic        | Marussia-Cosworth       | 59   | +1 giro      | 24      |       |
| 20  | 24 | Timo Glock         | Marussia-Cosworth       | 58   | +2 giri      | 21      |       |
| 21  | 23 | Narain Karthikeyan | HRT-Cosworth            | 58   | +2 giri      | 23      |       |
| 22  | 7  | Michael Schumacher | Mercedes                | 55   | Cambio       | 14      |       |
| Rit | 22 | Pedro de la Rosa   | HRT-Cosworth            | 42   | Freni        | 22      |       |
| Rit | 15 | Sergio Pérez       | Sauber-Ferrari          | 20   | Foratura     | 8       |       |

## Classifiche Mondiali

### Piloti
| Pos | Pilota             | Punti |
| --- | ------------------ | ----- |
| 1   | Sebastian Vettel   | 240   |
| 2   | Fernando Alonso    | 227   |
| 3   | Kimi Räikkönen     | 173   |
| 4   | Mark Webber        | 167   |
| 5   | Lewis Hamilton     | 165   |
| 6   | Jenson Button      | 141   |
| 7   | Nico Rosberg       | 93    |
| 8   | Romain Grosjean    | 90    |
| 9   | Felipe Massa       | 89    |
| 10  | Sergio Pérez       | 66    |
| 11  | Kamui Kobayashi    | 50    |
| 12  | Nico Hülkenberg    | 49    |
| 13  | Paul di Resta      | 44    |
| 14  | Michael Schumacher | 43    |
| 15  | Pastor Maldonado   | 33    |
| 16  | Bruno Senna        | 26    |
| 17  | Jean-Éric Vergne   | 12    |
| 18  | Daniel Ricciardo   | 9     |

### Costruttori
| Pos | Team                    | Punti |
| --- | ----------------------- | ----- |
| 1   | Red Bull Racing-Renault | 407   |
| 2   | Ferrari                 | 316   |
| 3   | McLaren-Mercedes        | 306   |
| 4   | Lotus-Renault           | 263   |
| 5   | Mercedes                | 136   |
| 6   | Sauber-Ferrari          | 116   |
| 7   | Force India-Mercedes    | 93    |
| 8   | Williams-Renault        | 59    |
| 9   | STR-Ferrari             | 21    |

## Decisioni della FIA
Al termine della gara, Michael Schumacher viene indagato per il presunto mancato rispetto delle bandiere blu in occasione del doppiaggio di Romain Grosjean. I commissari, però, non rilevano nessuna scorrettezza e di conseguenza non sanzionano il pilota tedesco.